# Matías Caseras
Matías Caseras (nacido el 20 de marzo de 1992) es un futbolista uruguayo que se desempeña como centrocampista y actualmente milita en el Club Búhos ULVR de la Segunda División de Ecuador.

## Trayectoria

### Clubes
| Club           | País    | Año         |
| -------------- | ------- | ----------- |
| Plaza Colonia  | Uruguay | 2013 - 2017 |
| Kyoto Sanga FC | Japón   | 2018        |
| Plaza Colonia  | Uruguay | 2019 -      |